# 滇黔紫花苞苔
滇黔紫花苞苔（学名：Loxostigma cavaleriei）为苦苣苔科紫花苣苔属下的一个种。种加词cavaleriei因采集者为皮埃尔·朱利安·卡瓦勒里（Jul. Cavalerie）而得名。